# A belém bújt briganti
Az A belém bújt briganti  (hangul: 내안의 그놈, Neani kunom, RR: Naean-ui geunom), angol címén The Dude In Me, 2019-ben bemutatott dél-koreai filmvígjáték Pak Szongung (Park Seong-ung), Ra Miran és Csong Dzsinjong (Jeong Jin-yeong) főszereplésével.
2019. január 9-én került a mozikba. Magyarországon a Koreai Filmfesztiválon mutatták be 2019-ben.

## Cselekmény
Csang Phanszu (Jang Pan-su) egy hatalmas céget vezet, azonban az üzletember külső mögött valójában egy gengszter rejtőzik, aki nem riad vissza alantas módszerektől, hogy megszerezze, amit akar. Egyik nap egy valójában nem létező étkezdében tett látogatást követően váratlanul rázuhan egy 17 éves fiú a tetőről, és Phanszu (Pan-su) teste kómába zuhan. A lelke a jóravaló, de félénk és pufók Donghjon (Dong-hyeon) testében ébred. Mivel saját teste kómában fekszik, a férfi kénytelen a középiskolások életét élni egy ideig, és közben számos dolgot megtanul saját magáról, és miközben segít elrendezni a fiú iskolai életét, másképp kezdi értékelni a világot. Különösen, amikor felbukkan régi szerelme, Miszon (Mi-seon). Mindeközben Phanszu (Pan-su) felesége tervet szövöget a kómába esett férfi kiiktatására legnagyobb ellenségével szövetkezve.

## Szereplők
- Pak Szongung (Park Seong-ung) mint Csang Phanszu (Jang Pan-su), gengszterből lett vállalkozó
- Ra Miran mint Miszon (Mi-seon), Phanszu (Pan-su) egykori szerelme
- Csong Dzsinjong (Jeong Jin-yeong) mint Kim Donghjon (Kim Dong-hyeon), túlsúlyos középiskolás
- I Dzsunhjok (Lee Jun-hyeok) mint Pang Manchol (Bang Man-cheol), Phanszu (Pan-su) jobbkeze
- I Szumin (Lee Su-min) mint O Hjondzsong (Oh Hyeon-jeong), Miszon (Mi-seon) lánya
- Kim Gvanggju (Kim Gwang-gyu) mint Kim Dzsonggi (Kim Jonggi), Donghjon (Dong-hyeon) apja

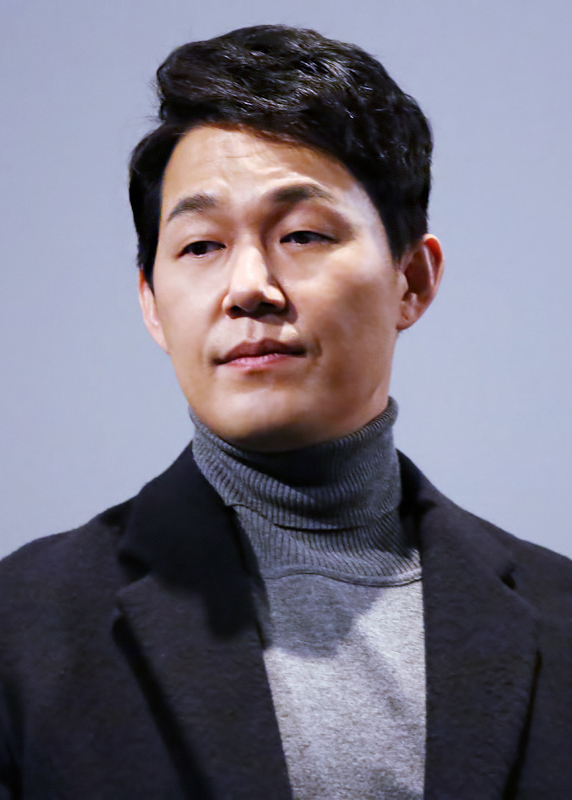
Pak Szongung (Park Seong-ung)
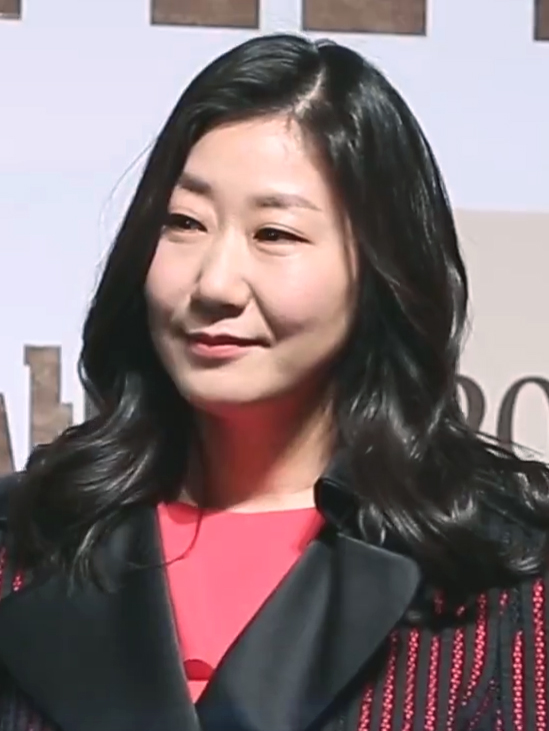
Ra Miran
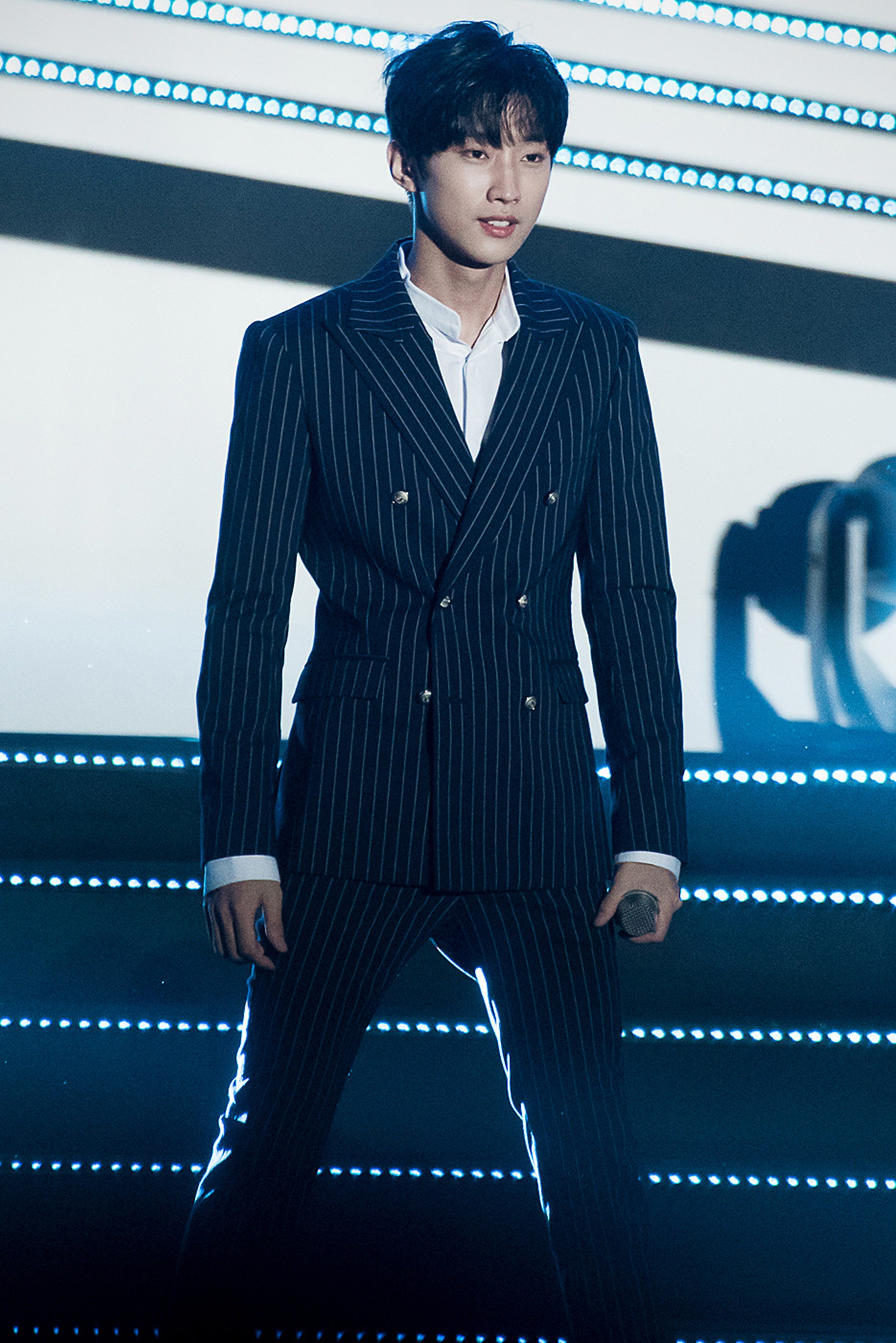
Csong Dzsinjong (Jeong Jin-yeong)